# Mike Johanns
Michael Owen Johanns (* 18. června 1950, Osage, Iowa) je americký právník a politik za Republikánskou stranu.
V letech 1999–2005 byl guvernérem Nebrasky. Poté se stal ministrem zemědělství v druhé vládě George W. Bushe, v níž působil v letech 2005–2007. Byl také senátorem USA za Nebrasku. Senátorský post zastával v letech 2009–2015.